# Patrick Currie
G. Patrick Currie amerikai színész, leginkább televíziós sorozatokból ismert. Legismertebb szerepe a Csillagkapu sorozat Ötödik nevű karaktere.

## Életpályája
Fiatal korában elég félénk volt, nővére bátorította őt, hogy színészi pályára lépjen, amit végül nagyon élvezett. Többféle műfajt kedvel, a komédiát vagy az operát is akár, ha jó a történet.
Ismertebb sorozatai voltak még a Smallville, a Végtelen határok vagy a Csillagközi romboló, melyekben néhány epizód erejéig feltűnt. A Csillagkapuban ő alakította Chaka (Ellenséges terület) és Eamon (A verseny) elmaszkírozott szerepét is.

## Filmográfia
- Villámtolvaj – Percy Jackson és az olimposziak (2010)
- Csillagközi romboló (2 epizód, 2006-2009)
- Mail Order Bride (2008)
- Whispers and Lies (2008)
- Blood Ties (1 epizód, 2007)
- Odaát (1 epizód, 2007)
- L (televíziós sorozat) (1 epizód, 2007)
- Four Extraordinary Women (2006)
- Smallville (1 epizód, 2006)
- Csillagkapu (6 epizód, 2002-2004)
- Killer Bees! (2002)
- Beauty Shot (2002)
- Jeremiah (1 epizód, 2002)
- Door to Door (2002)
- MTV's Now What? (1 epizód, 2002)
- Dark Water (2001)
- Végtelen határok (3 epizód, 1999-2001)
- A fiúk a klubból (1 epizód, 2001)
- Valentine (2001)
- Halott ügyek (2 epizód, 1998-2000)
- Karantén (2000)
- Cabin by the Lake (2000)
- A Cooler Climate (1999)
- Da Vinci's Inquest (1 epizód, 1998)
- Millennium (1 epizód, 1997)
- The Stepsister (1997)
- Dirty Windows (1995)

## Külső hivatkozások
- Patrick Currie a PORT.hu-n (magyarul)
- Patrick Currie az Internetes Szinkronadatbázisban (magyarul)
- Patrick Currie az Internet Movie Database-ben (angolul)
- Patrick Currie a Rotten Tomatoeson (angolul)